# Oncophorus elongatus
Oncophorus elongatus là một loài Rêu trong họ Dicranaceae. Loài này được (I. Hagen) Hedenas mô tả khoa học đầu tiên năm 2005.